# コンスタンティン・フォン・エティングスハウゼン
コンスタンティン・フォン・エティングスハウゼン男爵（Constantin Freiherr von Ettingshausen、1826年6月16日 - 1897年2月1日）はオーストリアの植物学者、古植物学者である。第三紀の古植物相に関する研究で知られる。

## 略歴
1826年にウィーンで生まれる。父親は数学者、物理学者のアンドレアス・フォン・エッティングハウゼンである。ウィーン大学で医学を学び、1848年に医学博士として卒業、1854年にはウィーンの軍医学校の博物学・植物学教授となる。1871年にグラーツ大学の植物学の教授になり、生を終えるまで、職位にあった。1881年には学長となった。
1876年以降何度もロンドンに訪れるようになり、ロンドン自然史博物館のコレクションに関わった。フォン・エッティングスハウゼンはヨーロッパ各地の第三紀の植物相や、オーストラリア・ニュージーランドの化石植物相の研究で知られている。1857年にはアウグスト・シュテイラーによってブドウ科の化石植物に「エンッティングスハウゼニア」が献名されている（ただし2011年にスズカケノキ科との見解が出ている）。
フォン・エッティングスハウゼンは図版を用いた著作を多く残した。それらの図版は、アロイス・アウアーが発明した、自然物を鉛や軟質材料に押し付けて型をとる"Naturselbstdruck"（ネーチャープリント）の技法によって、精細な表現を実現している。
息子のアルベルト・フォン・エティングスハウゼン（Albert von Ettingshausen）は物理学者になり、ヴァルター・ネルンストとともにエッティングスハウゼン-ネルンスト効果を発見した。

## 著書の図版

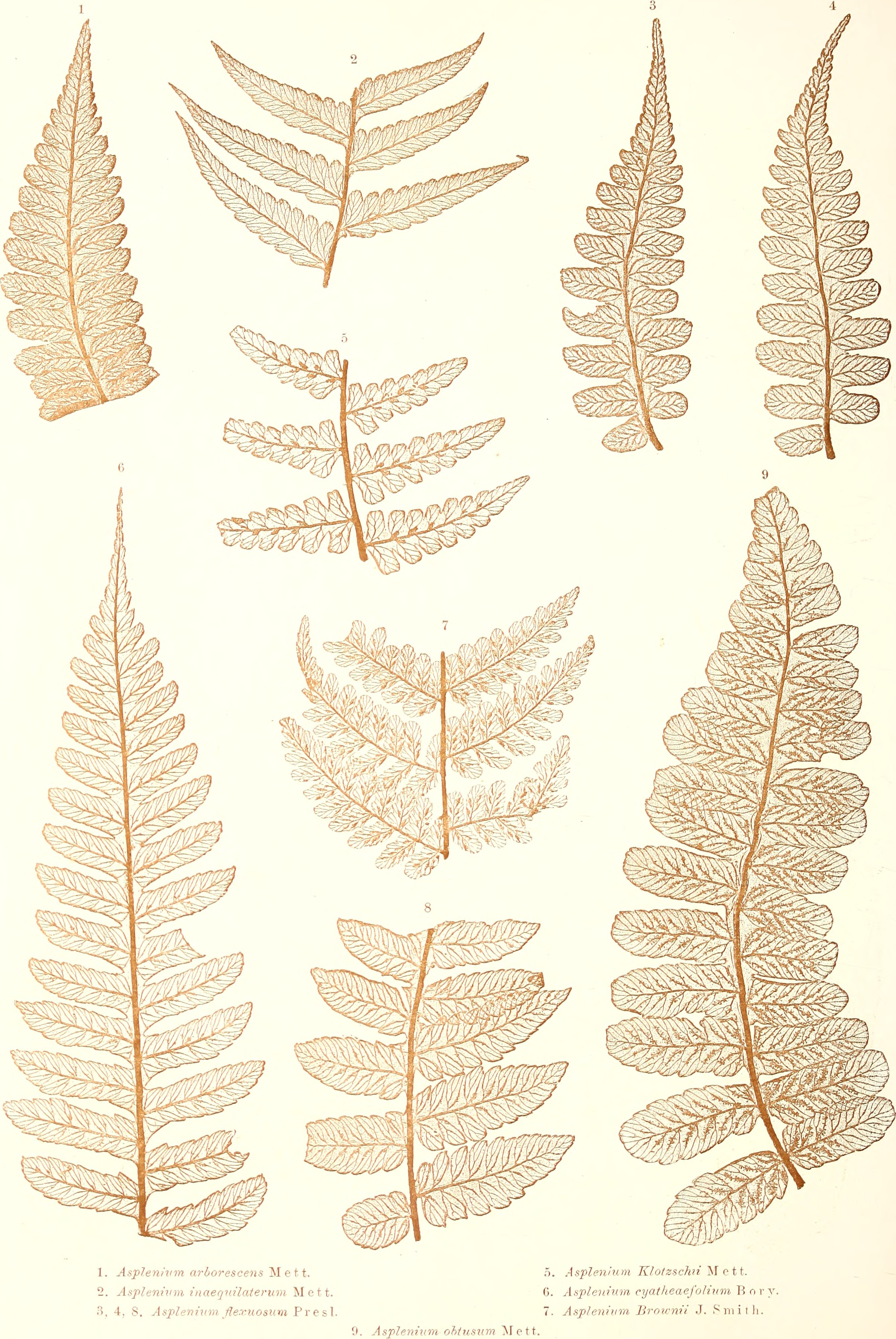
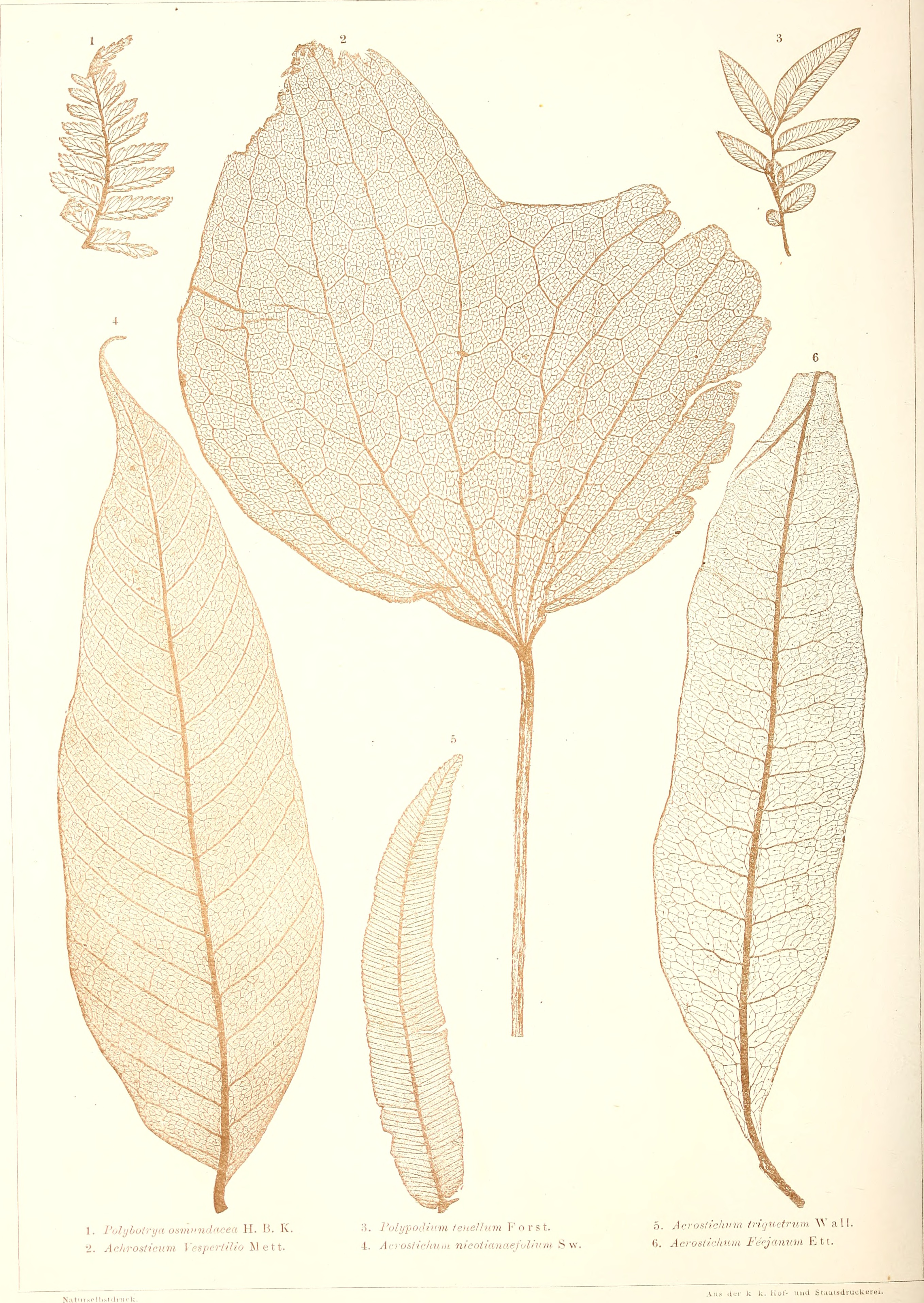
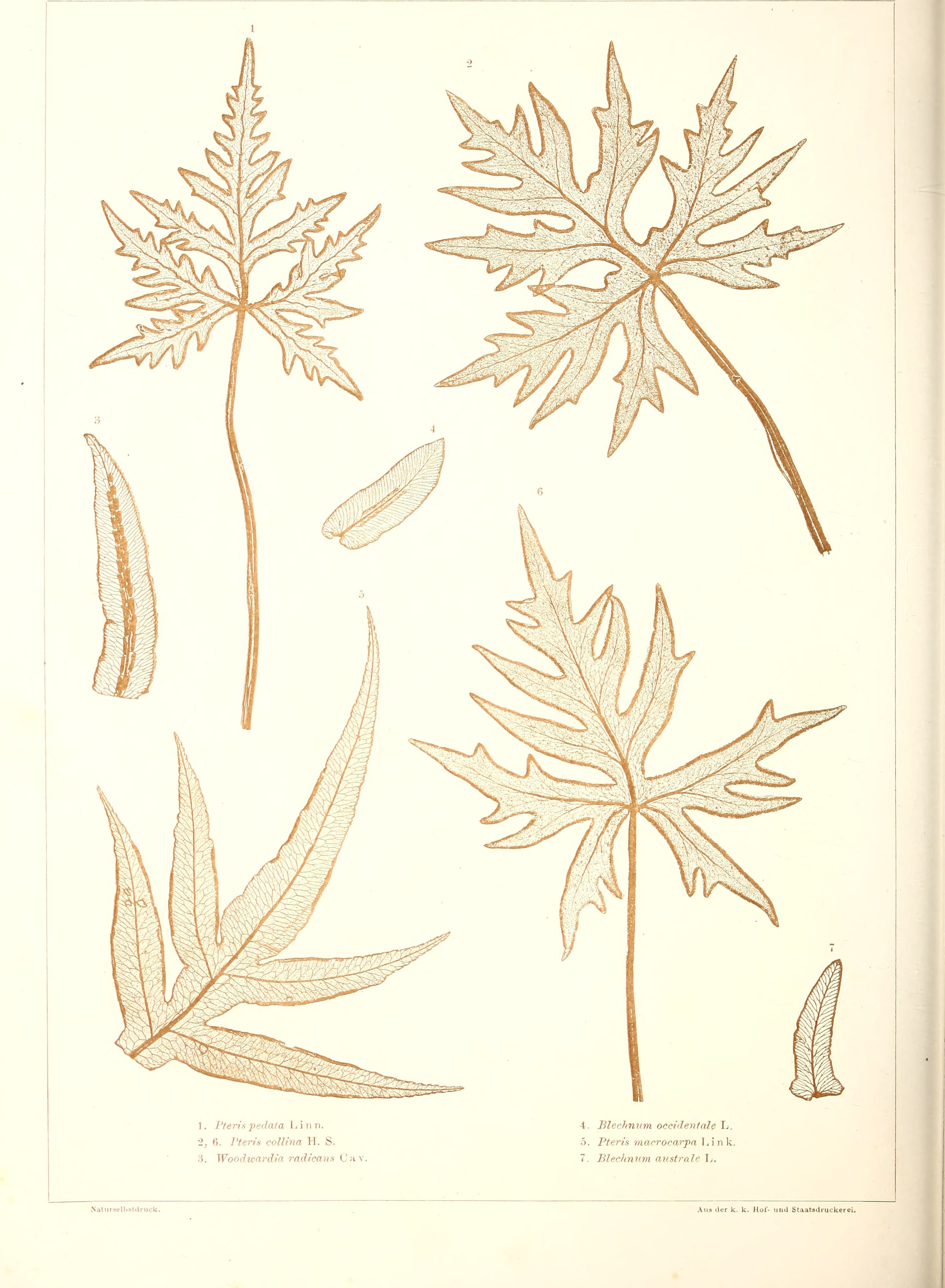
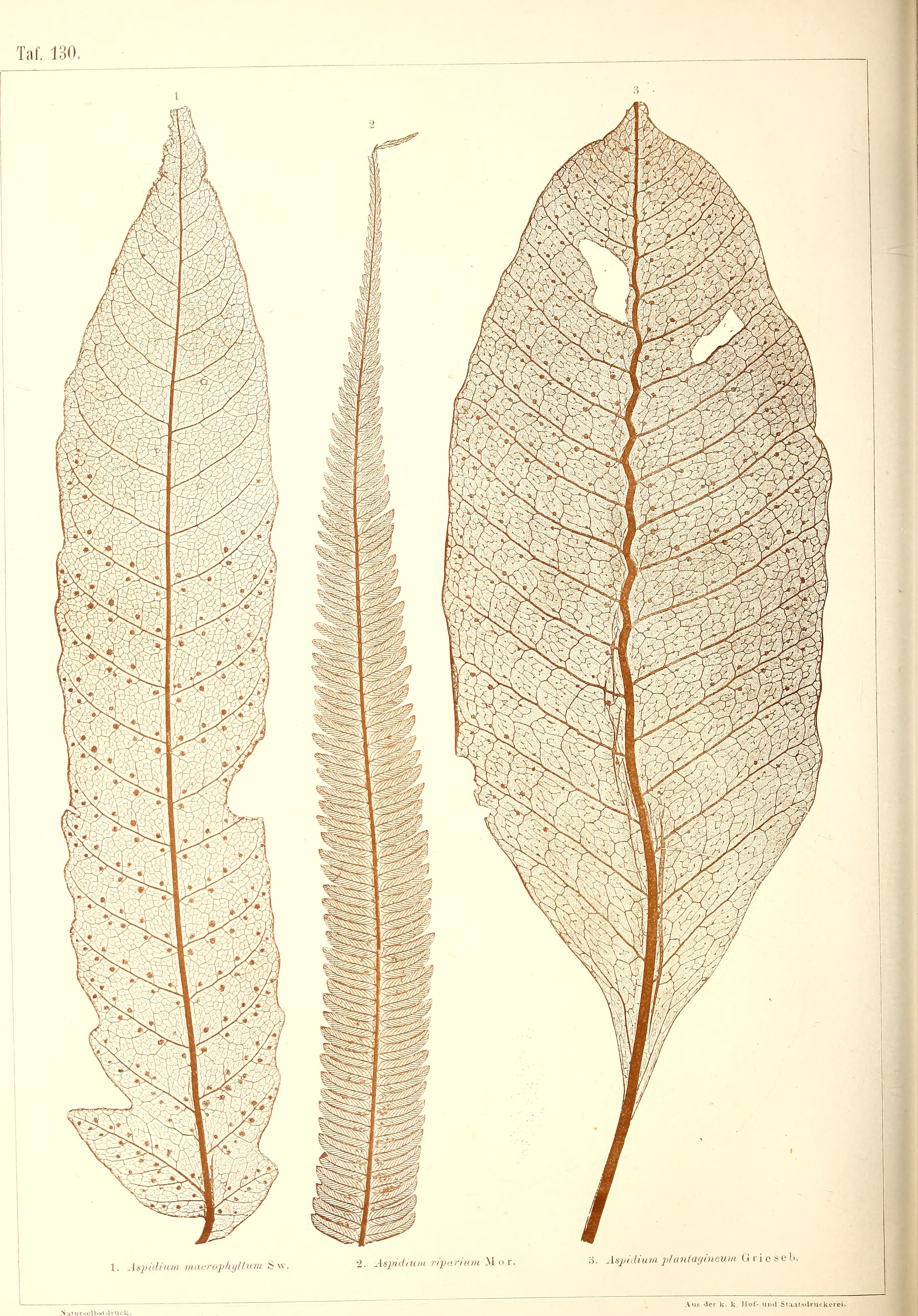

## 著作
- "Physiotypia plantarum austriacarum" (with Alois Pokorny), 1856 –.
- Physiographie der Medicinal Pflanzen (1862).
- Die Farnkruter der Jetztwelt zur Untersuchung and Bestimmung der in den Formationen der Erdrinde eingeschiossenen Uberreste von vorweltlichen Arten dieser Ordnung nach dem Flächen-Skelet bearbeitet (1865).
- "A Monograph of the British Eocene Flora" (with John Starkie Gardner), vol. 1. Filices, 1879-82. -- vol. 2. Gymnospermæ, by J. Gardner. 1883-86.
- "Contributions to the Tertiary flora of Australia" (translated by Arvid Neilson, 1888).
- "Contributions to the knowledge of the fossil flora of New Zealand" (translated by C. Juhl, 1890).[5]